# ویلیام هاندرمارک
ویلیام هاندرمارک (انگلیسی: William Hondermarck؛ زادهٔ ۲۱ نوامبر ۲۰۰۰) بازیکن فوتبال است.
وی همچنین در تیم ملی فوتبال زیر ۲۱ سال جمهوری ایرلند بازی کرده‌است.